# اچ‌ام‌اس اسپارو (۱۸۸۹)
اچ‌ام‌اس اسپارو (۱۸۸۹) (به انگلیسی: HMS Sparrow (1889)) یک کشتی است که طول آن ۱۶۵ فوت (۵۰ متر) می‌باشد. این کشتی در سال ۱۸۸۹ ساخته شد.